# 수원 화성행궁
수원 화성행궁(水原 華城行宮)은 조선의 국왕 정조가 능원에 참배할 때 머물던 임시 처소로서, 평소에는 부사(府使) 또는 유수(留守)가 집무하던 곳으로 활용되던 행궁이다. 1789년(정조 13년) 수원 신읍치 건설 후 팔달산 동쪽 기슭에 건립되었다. 정조는 1789년 10월, 아버지 사도세자의 무덤인 현륭원을 옮긴 이후 1800년(정조 24년) 1월까지 12년 간 13차례에 걸쳐 화성에 행차했고, 이때마다 행궁에 머물렀다.

### 복원
576칸[間]으로 정궁(正宮) 형태를 이루며 국내 행궁 중 가장 큰 규모를 자랑했지만 대한제국 시기에 경기도 관찰부, 수원 군청, 자혜의원, 학교 등이 자리하면서 용도 변경이 있었고, 1910년 8월 일제강점기 이후에는 낙남헌을 제외한 대부분 시설이 일제의 민족문화와 역사 말살 정책 및 병원과 학교 건물 증개축 등으로 파괴되었다. 1980년대 말 뜻있는 지역 시민들이 복원추진위원회를 구성하여 꾸준하고 적극적인 복원운동을 펼친 결과, 화성축성 200주년인 1996년 복원공사가 시작되어 마침내 482칸으로 1단계 복원이 완료되어 2003년 10월 일반에게 공개되었다. 이후 객사인 우화관과 별주, 장춘각을 비롯한 나머지 94칸에 대한 2단계 복원까지 마치면서 2024년 4월 24일, 복원이 완료되었다.

### 현재
경기도 기념물 65호로 지정되어 있다가, 2007년 6월 8일, 사적으로 승격 지정되었다. 매주 화요일부터 일요일까지 아침 11시부터 30분 동안 무예24기 보존회가 무예 시범을 보인다.

## 구조[1]

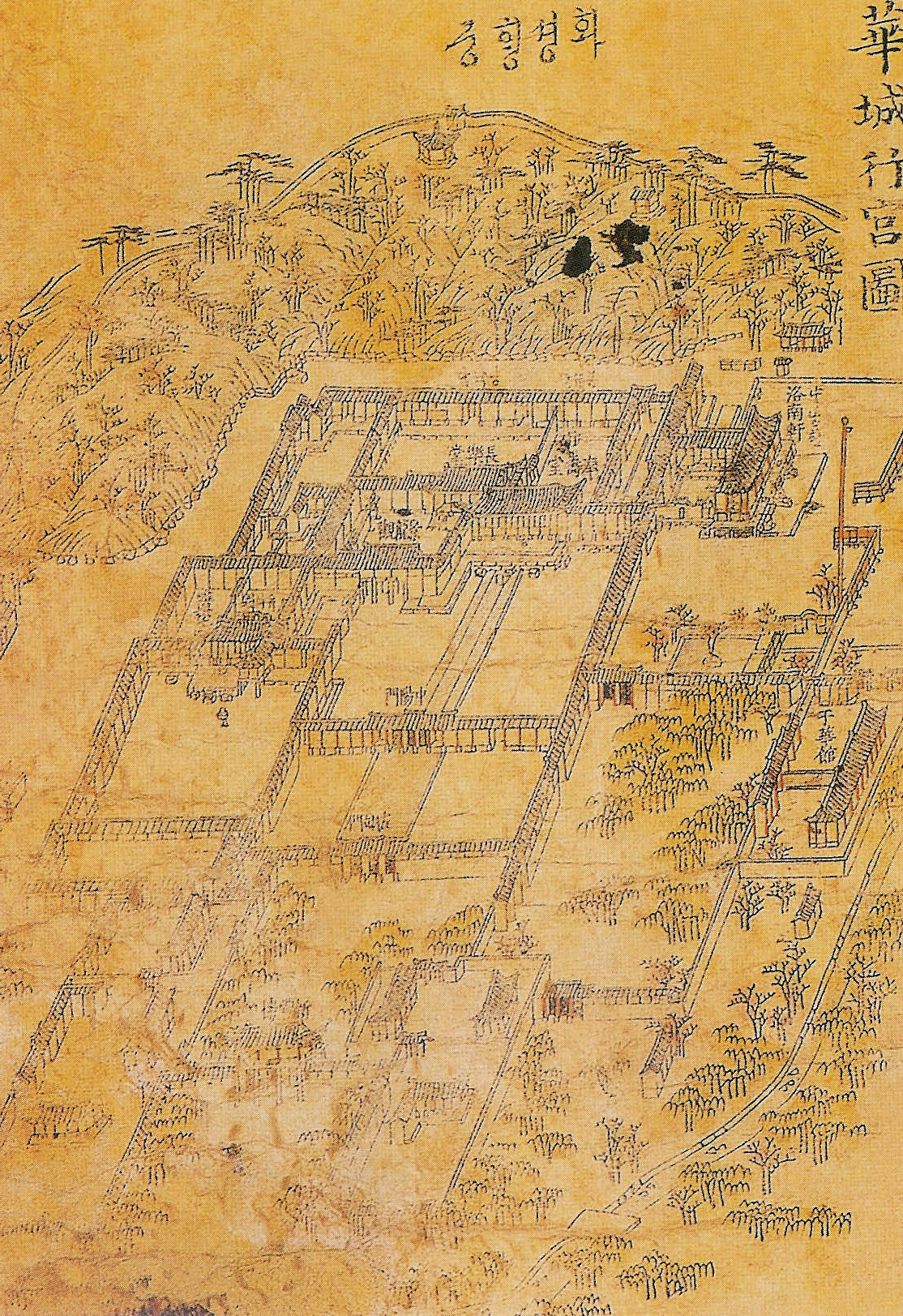
단원 김홍도가 그린 화성행궁도. 위에 옛한글로 '화셩횡궁'이라 적혀 있다. 1795년. 규장각 소장.

화성행궁은 팔달산 정상의 서장대 아래의 산기슭을 중심으로 경사지가 펼쳐지고, 시가지가 시작되는 곳의 평지에 위치해 있다. 구조는 앞쪽으로 긴 장방형 구조이다.
정문인 신풍루 양쪽으로 남군영과 북군영이 있으며 신풍루로 들어서면 왼쪽으로는 서리청과 비장청, 오른쪽으로는 집사청이 위치해있다. 서리청과 비장청, 집사청을 좌우로 지나 마당을 가로지르면 좌익문이 있고, 이를 통과하면 중앙문이 나온다. 이 중앙문을 지나면 화성행궁의 정전인 봉수당이 나타난다. 화성행궁과 따로이 떨어져 있는 화령전은 정조의 위패를 모시고 있다.

### 신풍루

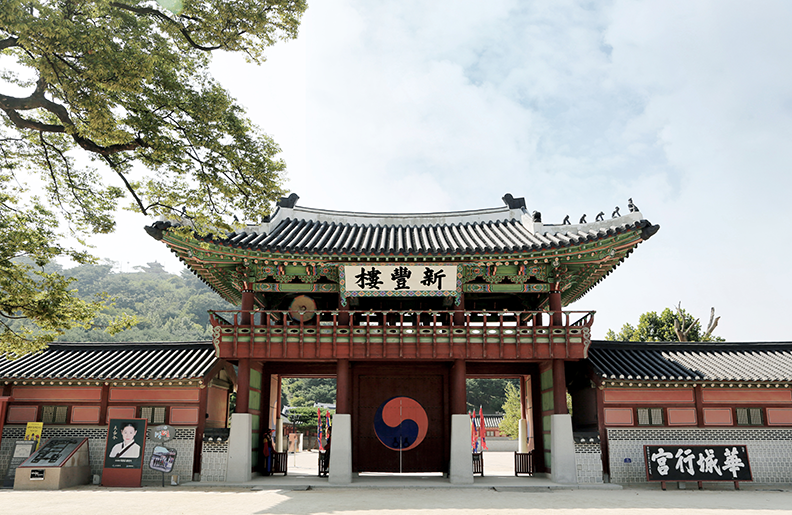
신풍루 정면. 오른쪽 아래 현판에 적힌 것은 '華城行宮(화성행궁)'이다.

신풍루(新豐樓)는 화성행궁의 정문으로, 1790년(정조 14년)에 누문 6칸을 세우고 진남루(鎭南樓)라 하였다. 1795년 정조는 신풍루로 고치라고 명하여 조윤형으로 하여금 다시 편액을 쓰게 하였다. '신풍'이란 이름은 일찍이 한 고조가 '풍 땅은 새로운, 또다른 고향'이라고 한 고사에서 유래한 것으로, 정조에게 있어 화성은 고향과 같은 고장이라는 의미로 편액을 걸게 한 것이다. 1795년에 정조가 행차했을 때 신풍루 앞에서 정조가 친히 화성부의 백성들에게 쌀을 나누어 주고 굶주린 백성에게는 죽을 끓여 먹이는 진휼 행사가 벌어지기도 하였다. 가운데 문은 어도(御道)로, 임금만 지나갈 수 있다.

### 좌익문

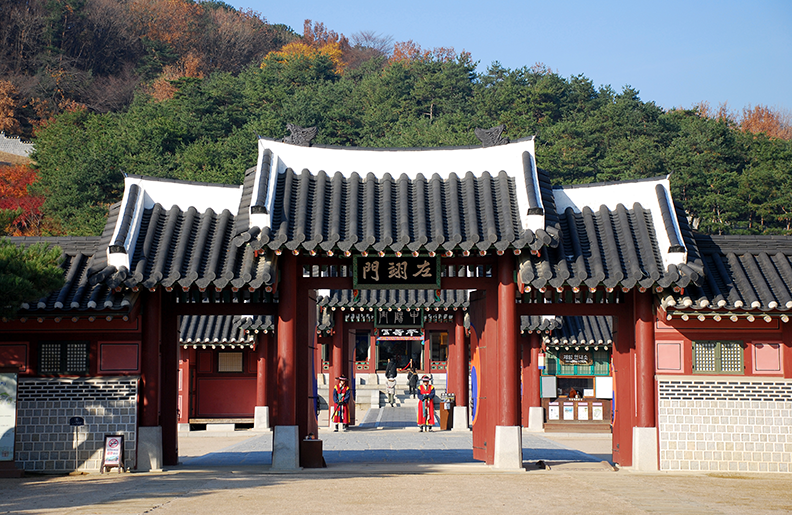
좌익문

좌익문(左翊門)은 내삼문(內三門)을 바로 앞에서 도와 행궁을 지키는 중삼문(中三門)으로 1790년 3칸 규모로 완공하였다. 행궁의 본전인 봉수당(奉壽堂)에 이르는 두번째 문으로 중양문(中陽門) 앞에 있다. 문의 이름인‘좌익(左翊)’은 '곁에서 돕는다'는 뜻이며, 편액은 정조의 명으로 정동준(鄭東浚)이 썼다. 남쪽 행각의 끝은 외정리소와 연결된다.

### 중양문

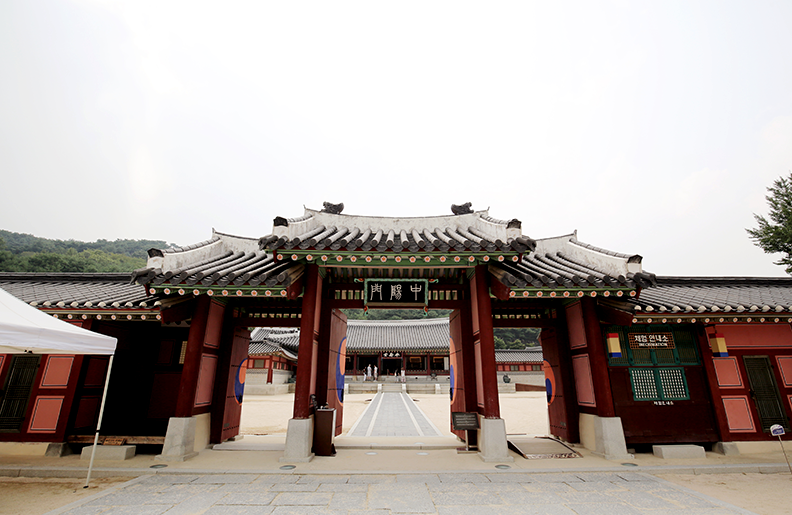
중양문

중양문(中陽門)은 궁궐 건축의 삼문 설치 형식에 따라 행궁의 정전인 봉수당을 바로 앞에서 가로막아 굳게 지키는 역할을 하는 내삼문(內三門)이다. 1790년(정조 14)에 완성되었고, 가운데의 정문과 좌우의 협문이 있고 좌우로 행각을 두어 출입을 통제하였다. 1795년 봉수당 진찬례 때 봉수당 앞으로는 정조와 혜경궁을 비롯한 왕실의 종친과 대신들이 자리하였고, 중앙문 밖으로 대문을 활짝 열어 승지와 사관, 각신이 반열을 이루었던 바 있다.

### 봉수당

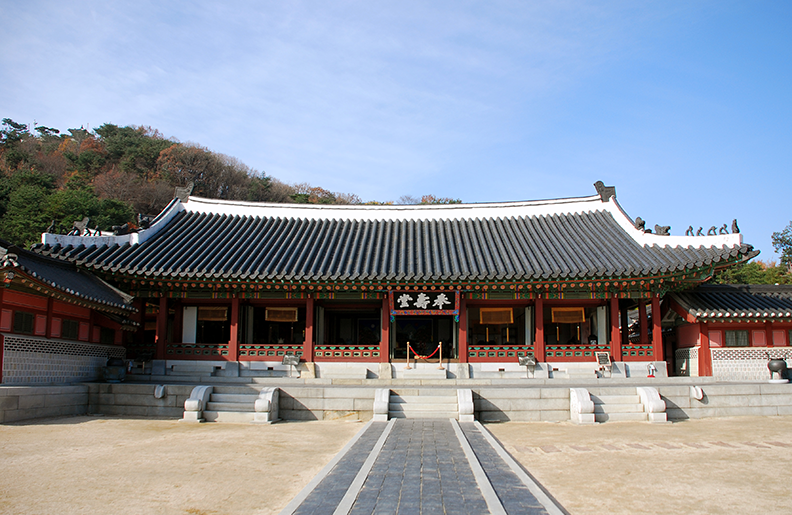
봉수당

봉수당(奉壽堂)은 화성행궁의 정전이자 화성유수부의 동헌 건물로 장남헌(壯南軒)이라고도 한다.
정조는 1795년에 혜경궁 홍씨의 회갑연 '진찬례'를 이 건물에서 거행하였다. 이때 정조는 혜경궁의 장수를 기원하며 '만년(萬年)의 수(壽)를 받들어 빈다'는 뜻인 봉수당이라는 당호를 지어 조윤형으로 하여금 현판을 쓰게 하였다. 또 혜경궁 회갑연을 마치고 9년 뒤 1804년에 혜경궁의 70수연(壽宴) 진찬을 봉수당에서 갖겠으니 사용할 물건을 잘 보관하도록 지시하기도 하였다. 진찬례는 조선 최대의 궁중 행상로 당시 커다란 화제거리였으며, 왕실의 종친과 신하들 외에도 많은 사람들이 참여하였다.
이 건물은 1789년(정조 13) 8월 19일 상량하고 9월 25일 완공되었다. 일제강점기에 병원 건물을 신축하면서 파괴된 봉수당은 1997년에 복원되었다.

### 유여택

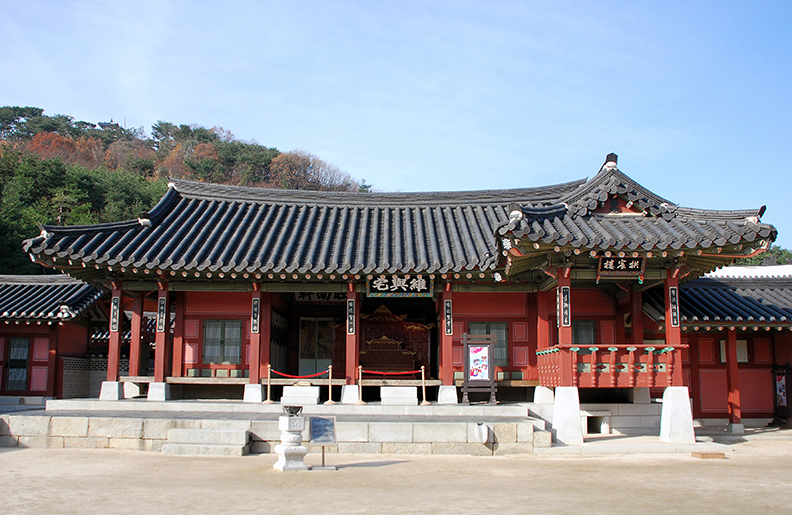
유여택

유여택(維與宅)은 평소에 화성유수가 기거하다가 정조가 행차시에 머물며 신하들을 접견하는 건물이다. 복내당 동쪽 행각과 외정리소 사이에 있다. 유여택이라는 이름은 『시경』 중에서 주나라 천명을 받아 나라를 크게 하고 집을 주었다는 데서 따온 것으로, 정조의 입장에서는 화성 유수를 임명하여 내려보내는 곳이라는 의미가 된다.
원래 유여택은 1790년(정조 14년)에 건립되어 은약헌(隱若軒)이라 하였다가 1796년에 증축하면서 유여택으로 이름을 바꿔 달았다. 건물은 동향으로 왼쪽에 공신루(供宸樓) 1칸을 덧붙여 휴식 공간을 마련하였다.
1795년 행차 시에 정조는 유여택에서 각종 행사에 대한 보고를 받고 하교를 내렸다.

### 경룡관

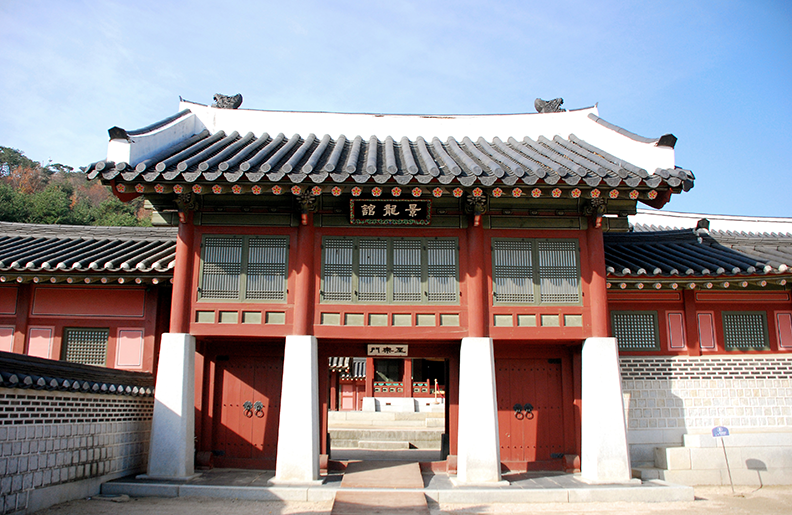
경룡관

경룡관(景龍館)은 장락당의 바깥문으로도 사용했던 부속건물이다. '경룡'이란 제왕을 상징하는 큰 용을 뜻하는 것으로, 당 태종이 거처한 궁궐 이름에서 따 왔다. 정조는 당 태종의 궁궐 이름을 차용한 이 건물에서 휴식을 취하며 조선의 태평성세를 구현하고자 하였다.
1794년(정조 18)에 2층 구조로 만들었다. 건물의 2층은 모두 마루를 깔아 누마루를 만들고 1층은 널문 3칸을 만들어 지락문(至樂門)이라 이름붙였다.

### 장락당

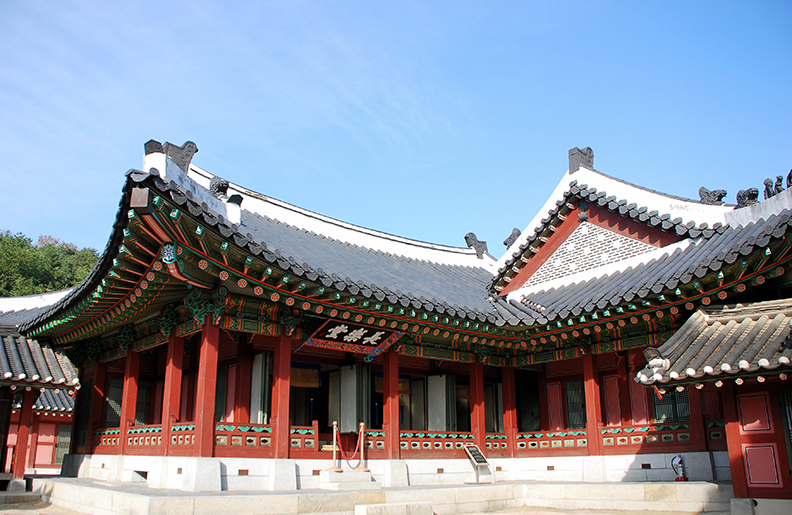
장락당

장락당(長樂堂)은 혜경궁의 침전이다. 장락당은 전한의 도읍인 장안성의 궁전이자 한나라 태후의 거처였던 '장락궁'에서 이름을 따 온 것으로, 정조가 혜경궁의 만수무강을 기원하며 편액을 직접 써서 걸었다. 실제로 1795년(정조 19) 을묘원행 시에 혜경궁은 여기 머물렀는데, 정민시가 지은 상량문에서는 '빛나는 궁궐이 처음 이루어지는 때를 당하여 다행히 태우께서 먼저 납시는 것을 보았네'라고 하였다.
1794년(정조 18) 화성 서역 중에 완성되었으며, 봉수당 남쪽에, 동향으로 세워졌다. 봉수당의 서남쪽 지붕과 겹쳐 있다.

### 복내당

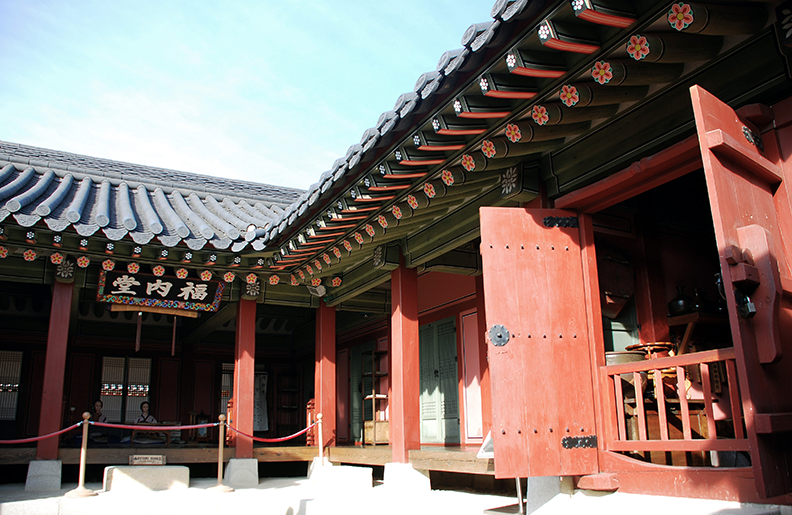
복내당

복내당(福內堂)은 행궁의 내당으로 정조가 행차시에 머물던 곳이며 장락당 남쪽에 위치해 있다. 좌우 건물 두 채로 이루어져 있다. 상량문은 1796년(정조 20) 11월 민종현이 지었다. 복내당의 이름은 '복은 안에서 생겨나는 것이다'라는 뜻이다.
1790년(정조 14)에 수원부 신읍치소의 내아(內衙)로 건립하였고, 1794년(정조 18)에 세웠다.

### 낙남헌

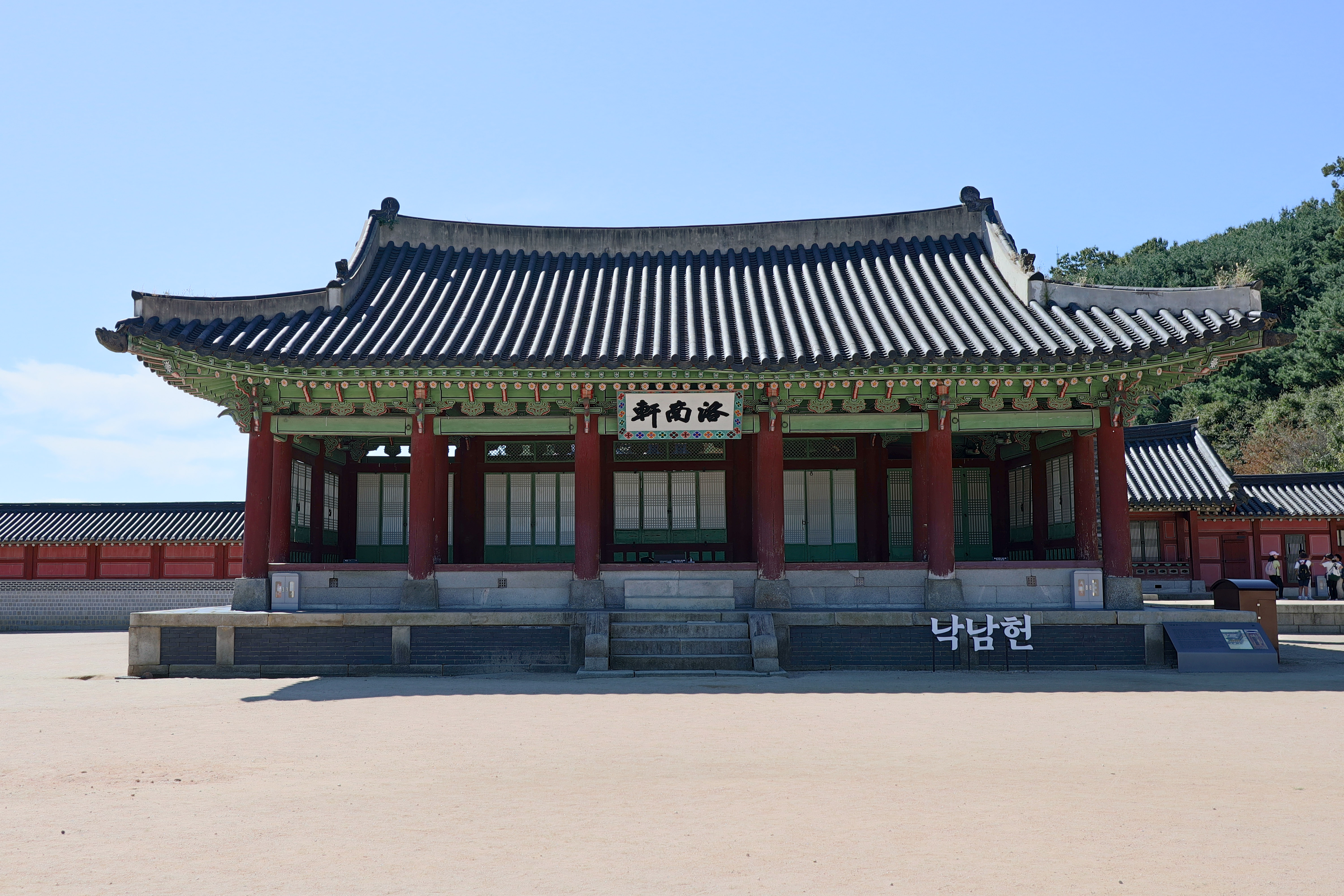
낙남헌

낙남헌(洛南軒)은 일제 강점기에 화성행궁이 철거될 당시 훼손당하지 않고 그대로 남은 유일한 건축물이다. 낙남헌이라는 이름은 후한의 광무제가 낙양으로 도읍을 옮기고 궁궐 이름을 '남궁(南宮)'이라 한 것에서 따온 것이다. 1795년(정조 19) 을묘원행 때 각종 행사가 이곳 낙남헌에서 치러졌다. 정조는 혜경궁 홍씨의 회갑연을 기념하여 군사들의 회식과 양로연을 여기서 하였고, 특별과거시험을 치러 문과 5명과 무과 56명을 선발하였는데, 급제자에게 합격증을 내려 주는 행사까지 여기서 하였다.
1794년(정조 18)에 완공되었다.

### 노래당

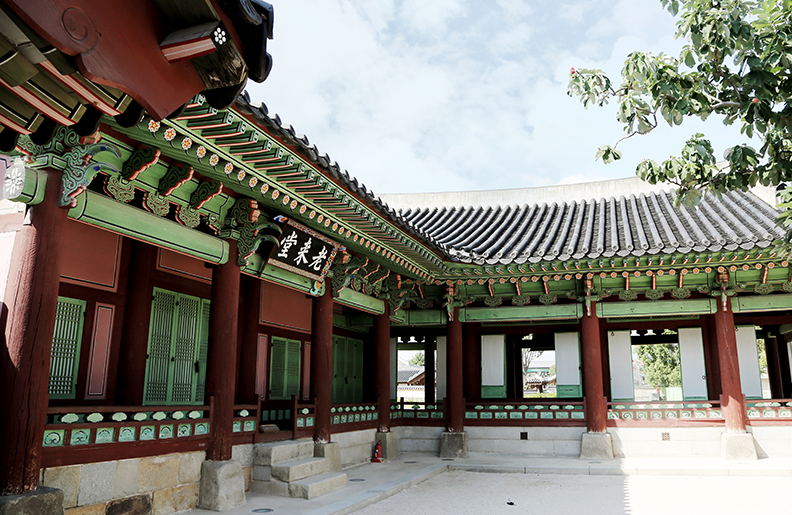
노래당

노래당(老來堂)은 정조가 왕위에서 물러나 노후생활을 꿈꾸며 지었다는 건물로, 낙남헌과 득중정에서 열리는 여러 행사 도중 휴식을 취하는 데 사용하였다. 화성 행궁의 정당인 봉수당에서 오른쪽으로 돌아가면 나오는데, 곱은 ㄱ자형으로 배치한 초익공(初翼公) 양식 팔작지붕집이다. 1794년 행궁을 증축할 때 5량 7칸 규모로 새로 지었으며, 편액은 채제공(蔡濟恭)이 썼으나 전하지 않는다. 북쪽으로 낙남헌과 이어져 있고, 남쪽으로는 득중정과 통한다.
노래(老來)란 말은 '늙는 것은 운명에 맡기고 편안히 살면 그곳이 고향이다'라는 당나라 시인 백거이(白居易)의 시에서 따온 것이다.

### 득중정

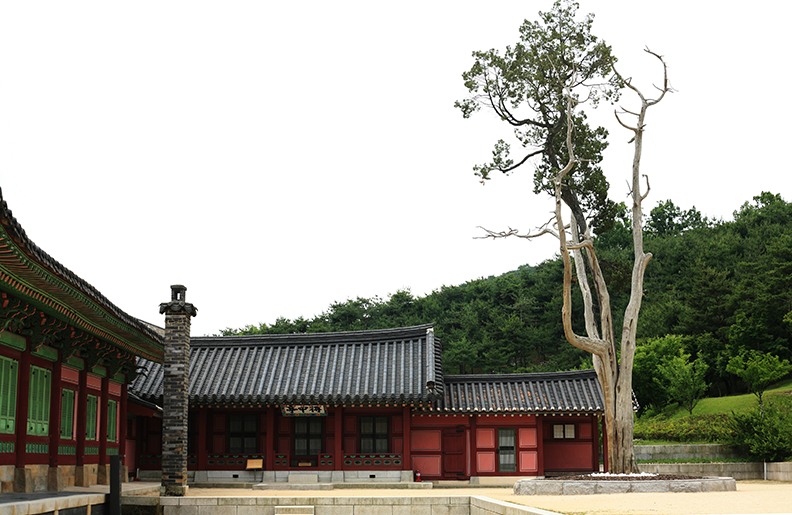
득중정

득중정(得中亭)은 활을 쏘기 위해 세운 정자이다. 정조는 행차 시에 매번 활쏘기를 하였는데, 1790년(정조 14)에 새로 만들어진 이 정자에서 활을 네 발 쏘아 네 발 모두 맞히고는 이를 기념하여 '득중정'이라고 하였다. 득중정은 "활을 쏘아 맞으면 제후가 될 수 있고, 맞지 않으면 제후가 될 수 없다(射中 則得爲諸侯 射不中 則不得爲諸侯)"라고 한 구절에서 '득'자와 '중'자를 따서 붙인 것이다. 편액은 정조가 직접 써서 걸었고, 상량문은 홍양호가 짓고 썼다.

### 집사청

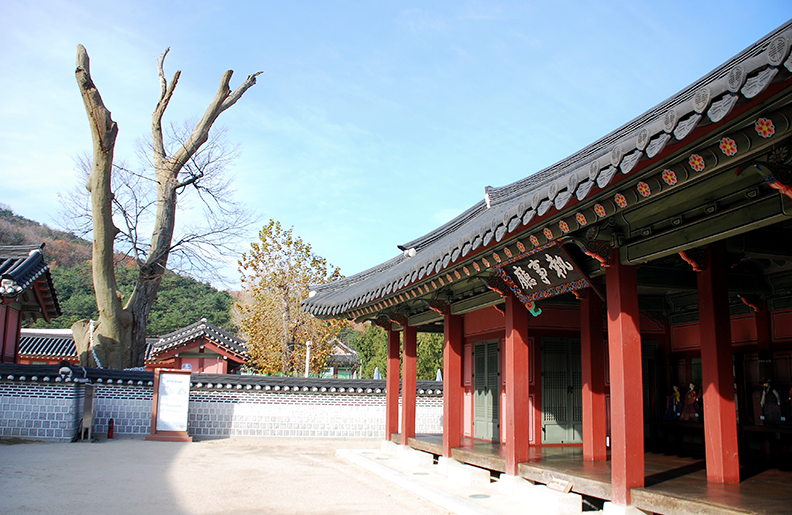
집사청

집사는 주인을 모시고 그 살림을 맡아하는 사람들로서, 행궁의 집사청(執事廳)은 궁궐의 액정서(掖庭署, 국왕이 쓰는 붓과 먹, 벼루 등을 보관하며 대궐안의 열쇠를 간수하고 여러 가지 설비, 비품을 관리하는 관청)와 같이 잡다한 사무를 보던 집사들이 사용하던 건물이다. 신풍루를 지나자마자 오른쪽에 있다. 좌익문 밖 동북 담 안에 있는데 1789년(정조 13)에 세웠다. 화성행궁의 대부분의 건물과 마찬가지로 일제 강점기 때 완전히 파괴되었다가 2002년 7월에 건물 두 채로 복원되었다. 집사청 앞에는 행궁이 세워지기 전부터 있었던 수령 600년이 넘은 느티나무가 있다.

### 북군영

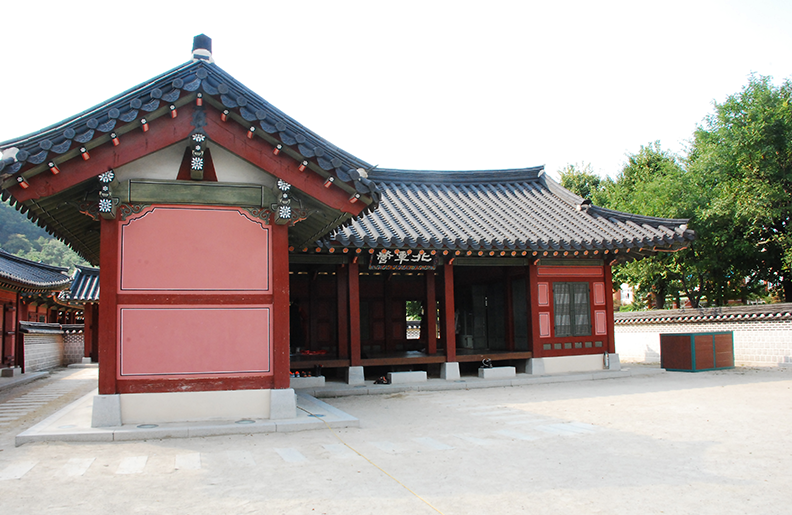
북군영

북군영(北軍營)은 장용영 외영의 기마병이었던 친군위(親軍衛)가 좌, 우열로 각 100명씩 입직숙위하는 건물이다. 신풍루를 마주보는 쪽에서 우측에 있다. 1798년(정조 22) 장용외영 군영의 일대 개편에 따라 좌, 우열은 파하고 1, 2, 3번의 입번 순서를 정하여 매년 각 100명씩 양 군영에 나누어 배치하였다.
1789년(정조 13)에 처음 지었고, 1794년(정조 18) 좌우에 익량을 증축하여 모두 62칸이나 되는 규모를 갖추었다.

### 남군영

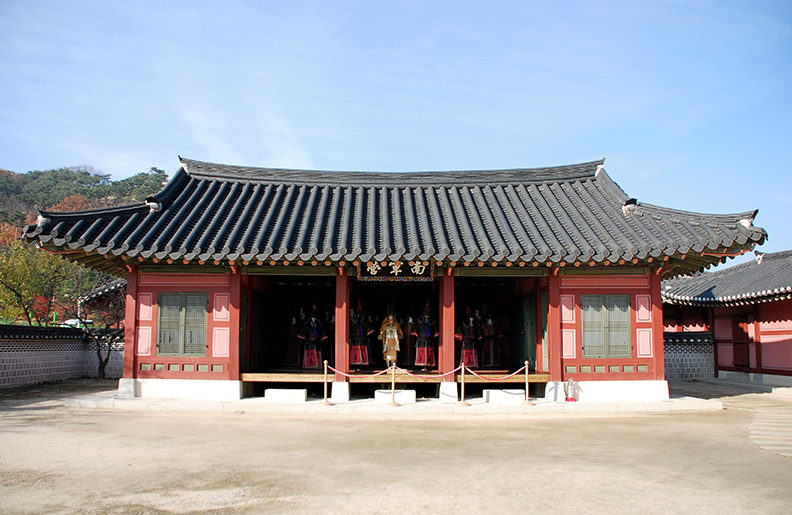
남군영

남군영(南軍營)은 북군영과 같이 장용외영 친군위 200명이 살면서 지키는 건물이다. 남군영은 신풍루를 마주보는 쪽에서 보면 좌측에 위치하고 있다.
이 건물은 1789년(정조 13년)에 처음 지어졌고, 1794년에 증축되었다.

### 서리청

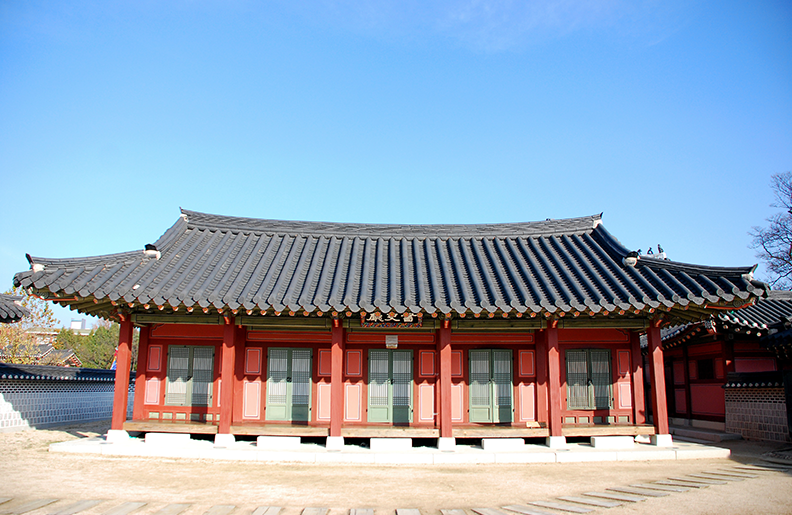
서리청

서리청(書吏廳)은 서리들이 사용하는 건물이다. 서리란, 문서의 기록 및 수령, 발급을 담당하는 아전이다. 비장청 앞에 위치해 있으며 남향이다. 예전의 금도청(禁盜廳)건물을 이청으로 쓰게 하고, 그 건물을 증축해서 사용하였다. 1795년 을묘원행 때는 수라간으로 사용하기도 하였다.

### 비장청

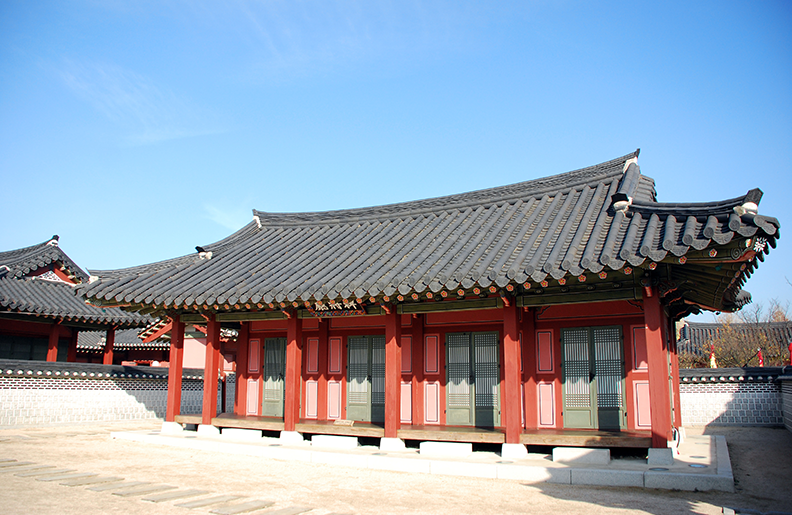
비장청

비장은 관찰사나 절도사등 지방관이 데리고 다니던 막료로, 조선 후기에는 방어사를 겸한 수령까지 모두 비장을 거느리는 것을 관례화하여 민정 염탐을 시키기도 하였다. 비장청(婢將廳)은 화성 유수부의 비장들이 사용하던 건물로 외정리도 앞에 있는 남향 건물이다.
원래는 1789년(정조 13)에 세웠는데 1796년(정조 20)에 서리청 건물을 수리하고 비장청으로 변경하여 사용하였다.

### 미로한정

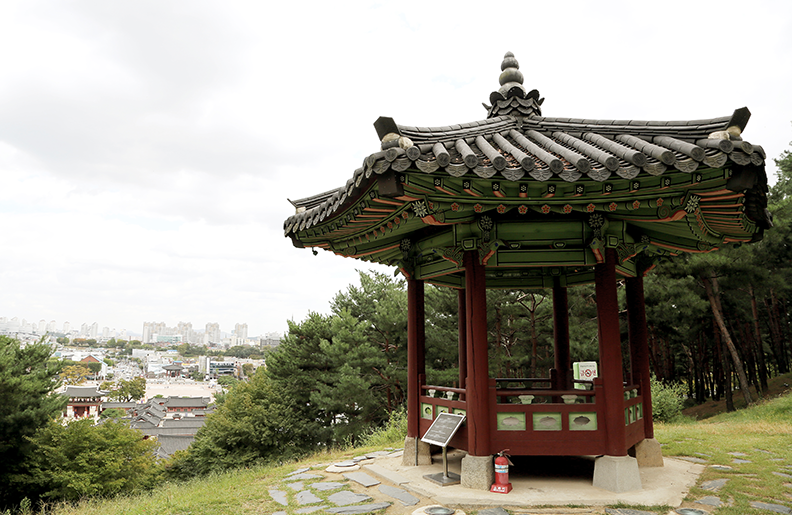
미로한정

미로한정(未老閒亭)은 행궁 후원(後苑)에 만든 정자이다. 후원 서쪽 담안에 있었는데 미로한정이라는 말은 '장래 늙어서 한가하게 쉴 정자'라는 뜻이다. 노래당과 함께 갑자년(1804)에 세자에게 양위(讓位)하고 화성으로 가리라던 정조의 뜻이 담긴 이름이다.
1790년(정조 14)에 세워졌는데 1칸 6각정으로 '육면정(六面停)'이라고도 한다.

### 내포사

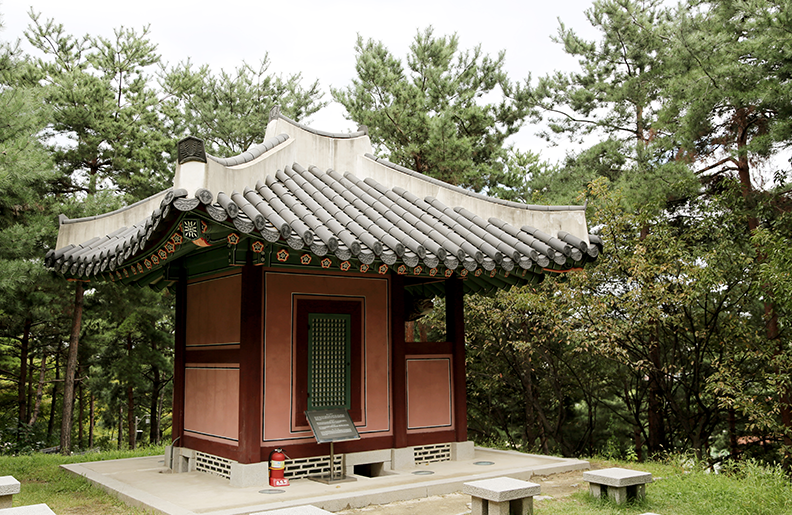
내포사

내포사(內鋪舍)는 행궁의 뒷담 안 왼쪽 기슭의 미로한정의 북쪽 50보(59.4m)쯤 거리에 위치하였다. 높이는 7척 5촌(2.32m)이다. 다만 온돌 1칸만을 놓았으며, 앞으로 반칸을 물려서 벽돌을 깔았다.
1796년(정조 20) 9월 9일에 준공되었다.

### 외정리소

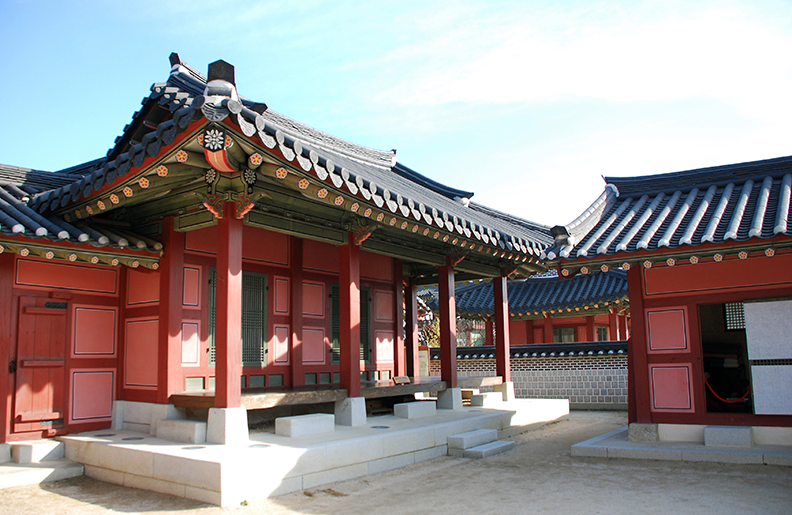
외정리소

외정리소(外整理所)는 장차 1795년에 있을 을묘원행에서 치를 각종 행사를 준비하기 위하여 1794년 12월에 설치한 임시 기관이었다. 화성 성역이 끝난 후 외정리소라 명명하고 역대 임금이 행차할 때 행사를 준비하는 관청이 되었다. 처음의 정리소는 장용영 내영에 있었는데 1796년에 행궁이 완성되면서 유여택 앞에 외정리소를 세우고 '외정리아문(外整理衙門)'이란 편액을 달았다. 외정리사는 호조판서가 겸임하는 것이 상례였으나 화성에서는 화성 유수가 겸직하였다.

### 화령전

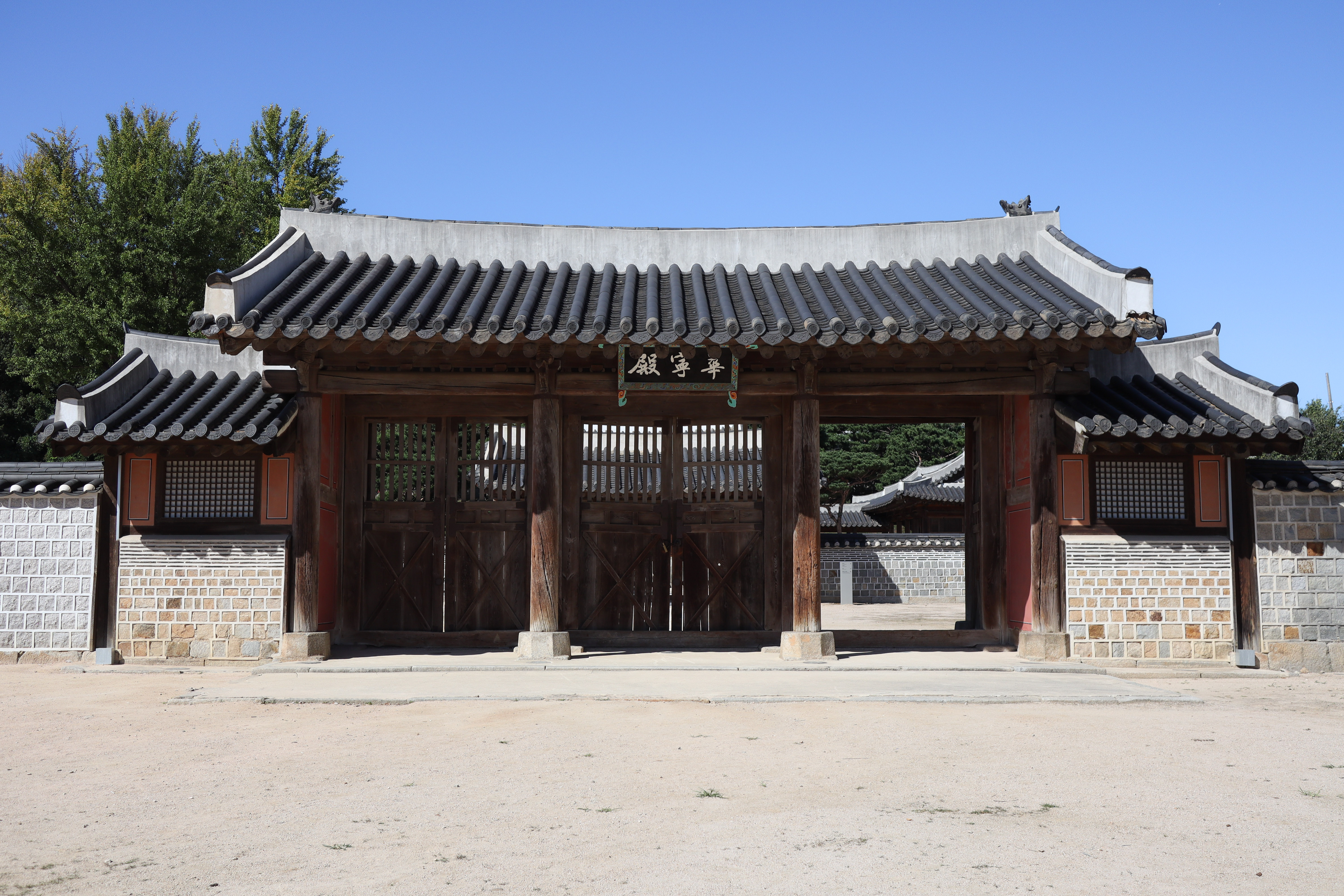
화령전

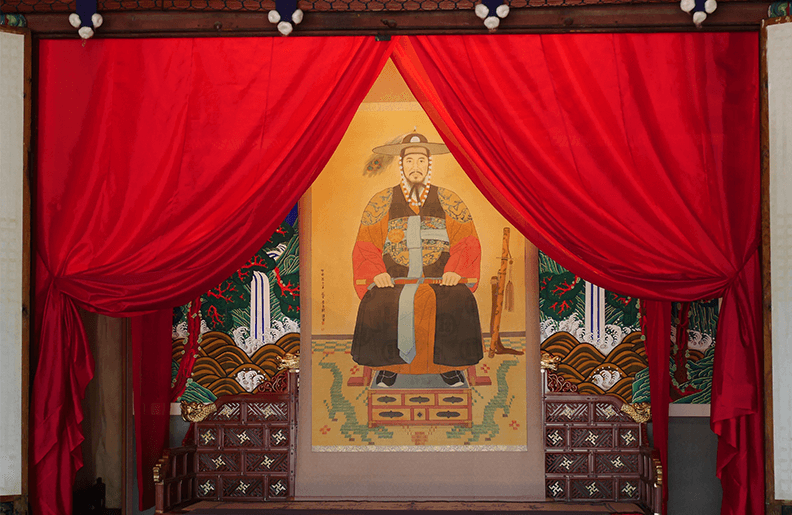
화령전 운한각에 걸린 정조의 어진. 융복(군복)을 입고 있다. 원본은 한국전쟁 때 부산으로 옮기던 도중 분실되었고, 현재 걸려 있는 것은 2005년에 새로 그린 상상도이다.

사적 제115호인 화령전(華寧殿)은 1801년(순조 원년) 정조대왕의 뜻을 받들어 화성행궁 옆에 세운 건물로 정조의 초상화를 모셔놓은 영전(影殿)이다. 영전은 보통 제사를 지내기 위해 신위를 모신 사당과는 구별되는 건물로, 선왕의 초상화를 모셔놓고 살아있을 때와 같이 추모하던 곳이다. 화성에서 ‘화’자와 『시경』의 ‘돌아가 부모에게 문안하리라[歸寧父母]’라는 구절에서 ‘령’자를 따서 이름 붙였다. 화령전은 정조대왕의 뜻을 받들어 검소하면서도 품격 있게 만든 조선시대의 대표적 영전이다.

### 우화관

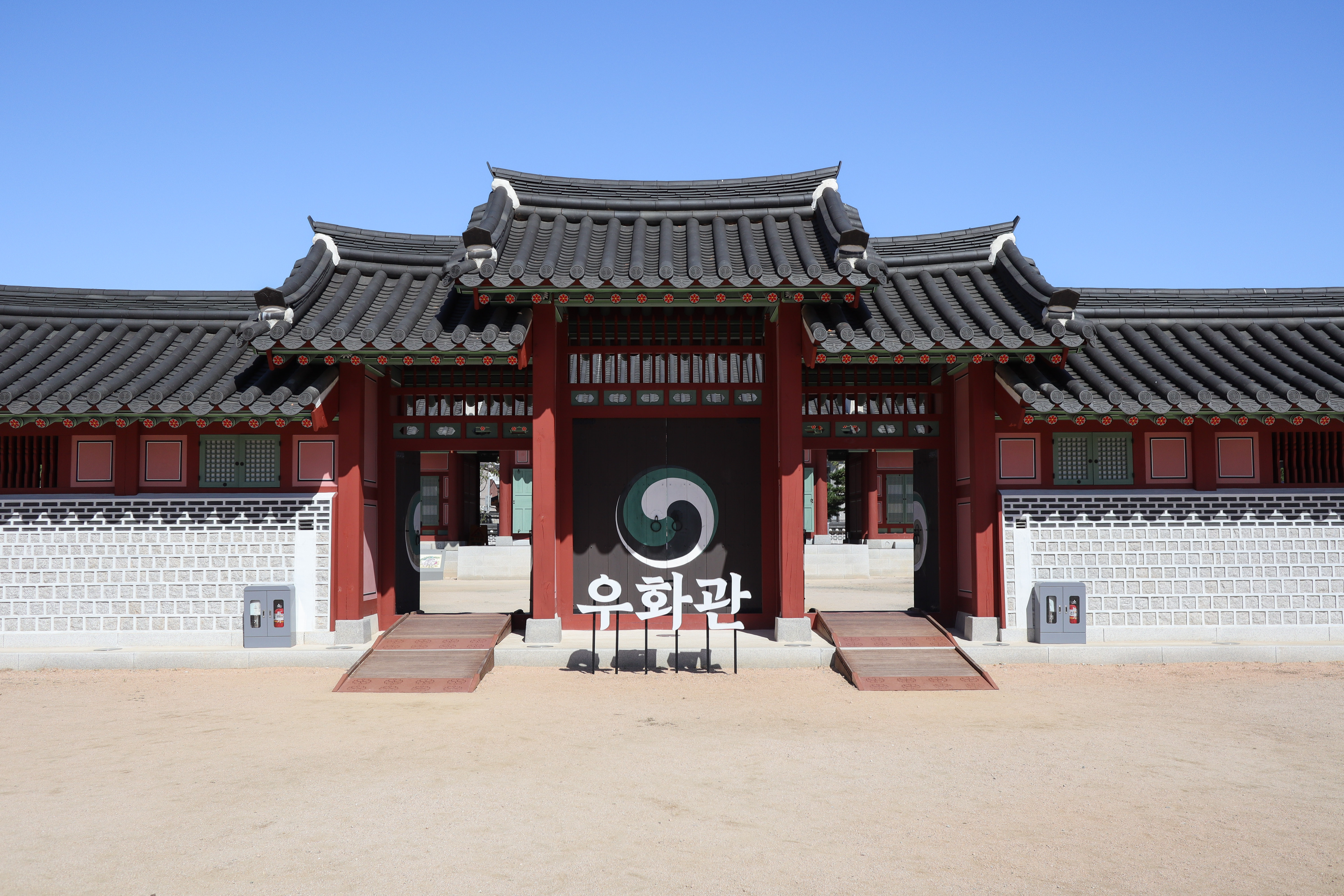
우화관

우화관(于華館)은 화성행궁 장남헌 북쪽에 있었던 객사 건물이다. 객사는 왕을 상징하는 전패를 봉안하는 공간으로, 지방관이 정기적으로 의례를 거행하는 장소인 동시에 해당 지역을 방문하는 관원의 숙소로 사용되었다. 대한제국 시기에 수원공립보통학교가 객사 자리에 위치하였다. 이 학교의 후신인 신풍초등학교가 2013년에 광교 신도시로 이전하였으며, 2013년 현재 복원 공사가 진행중이다.

## 같이 보기
- 수원 화성
- 정조

## 참고 자료
- 수원시청-수원관광-화성행궁
- 수원 화성행궁 - 국가유산청 국가유산포털